# René van Collem
René van Collem (Amsterdam, 4 november 1961) is een Nederlands drummer. Hij is bekend geworden van Doe Maar waarmee hij in eerste instantie van 1981 tot eind 1982 speelde, en van 2011 tot 2021. Tussendoor drumde Van Collem bij Spargo, Powerplay en Sjako!. Later werkte hij als drummer-percussionist met verschillende dj's in binnen- en buitenland, onder wie Tiësto, DJ Jean, Erick E. Als sessiedrummer werkte Van Collem met Tjeerd en Trijntje Oosterhuis, Herman Brood, Total Touch, Candy Dulfer en vele anderen. Van Collem ontving een Edison voor zijn drumwerk bij Doe Maar.

## Biografie

### Jonge jaren
René is de zoon van filmrecensent Simon van Collem en broer van filmproducent Pim van Collem. Met zijn eerste band Stock bracht hij in 1980 een single uit.

### Doe Maar I
Eind 1981 sloot René van Collem zich op 19-jarige leeftijd bij Doe Maar aan; hij verving de opgestapte drummer Carel Copier. Van Collem drumde gelijk het nieuwe Doe Maar-album Doris Day en andere stukken in. Aanvankelijk functioneerde Van Collem goed in de band, maar na verloop van tijd ontstonden er spanningen, onder meer door het leeftijds- en cultuurverschil tussen de jonge Amsterdammer en de overige, Brabantse bandleden. Ook de Doe Maar-hype die ontstond, deed Van Collem geen goed. "Met Sinds 1 dag of 2 (32 jaar) waren ze drie keer op de radio geweest. Daarna barstte de heksenketel los en liep ik vast... Ik had geen begeleiding. Het was voor ons allemaal nieuw. Ik voelde me een buitenstaander. Ernst, Henny en Jan Hendriks, de gitarist, kwamen uit Brabant. Ik was de jonge Amsterdammer."
Een andere complicerende factor was het heroïnegebruik van Van Collem. In april 1982 werd hij vervangen door Jan Pijnenburg. Deze raakte echter na één optreden zwaargewond door een auto-ongeluk en Van Collem nam weer plaats achter het drumstel totdat Pijnenburg was hersteld. Dit duurde tot eind 1982, waardoor Van Collem ook op het vierde studioalbum van Doe Maar, 4us, drumde en met de band toerde, waarbij zij een bezoek brachten aan onder meer Pinkpop '82.
Vanwege de overmatige populariteit besloot Doe Maar in 1984 - tijdelijk, zo bleek achteraf - te stoppen; Van Collem keerde terug als gastmuzikant tijdens de twee afscheidsconcerten waarvoor ook de andere ex-leden werden uitgenodigd. 

### Spargo, Powerplay en Sjako
Ten tijde van het afscheid van Doe Maar drumde Van Collem bij disco-/funkband Spargo waarmee hij het album Step by Step had opgenomen. Lady werd de dragende single, maar wist voorgaande successen niet te evenaren. In navolging van Doe Maar ging ook Spargo tijdelijk uit elkaar. In 1985 sloot Van Collem zich aan bij het trio Powerplay; de geschiedenis herhaalde zich, want twee jaar later werd hij opnieuw vervangen, door Edwin Delano. In de jaren negentig drumde Van Collem bij Sjako!.

### Doe Maar II
In 2000 kwam Doe Maar weer bijeen voor het laatste studioalbum Klaar; Van Collem speelde vijf nummers als gastmuzikant.
In 2011 werd van Collem toch nog teruggevraagd als vaste drummer van Doe Maar; in 2012 en 2013 speelde hij tijdens de 'Symphonica-in-Rosso'-concerten en de tournee Glad IJs. Daarna volgden meer concertreeksen waaronder het 40-jarig jubileum in 2018. In 2021 moest de band een laatste tournee afblazen in verband met ziekte van Henny Vrienten die in april 2022 kwam te overlijden.

### Heroïne
Van Collem is ongeveer 30 jaar lang verslaafd geweest aan heroïne en cocaïne. In 2014 werd Van Collems boek over zijn verslaving gepubliceerd, met de titel van het gelijknamige Doe Maar-liedje Heroïne Godverdomme. Ook geeft hij  lezingen en coaching over hoe hij zijn verslaving overwon.

### De stoutste jongen van de klas
Begin 2016 was Van Collem te zien in het vierdelige televisieprogramma De stoutste jongen van de klas, een tegenhanger van Het mooiste meisje van de klas. In deze uitzending werd hij 35 jaar na dato herenigd met zijn collega's van Stock.
- Gemeinsame Normdatei: 1055984232
- International Standard Name Identifier: 0000 0001 3075 1954
- MusicBrainz: 0cb8c0c3-04d9-4973-8981-9407dfb0b3ff
- Virtual International Authority File: 309725408
- WorldCat: E39PBJyRvq6r3hQf93ByMXrg8C